# Troszynek

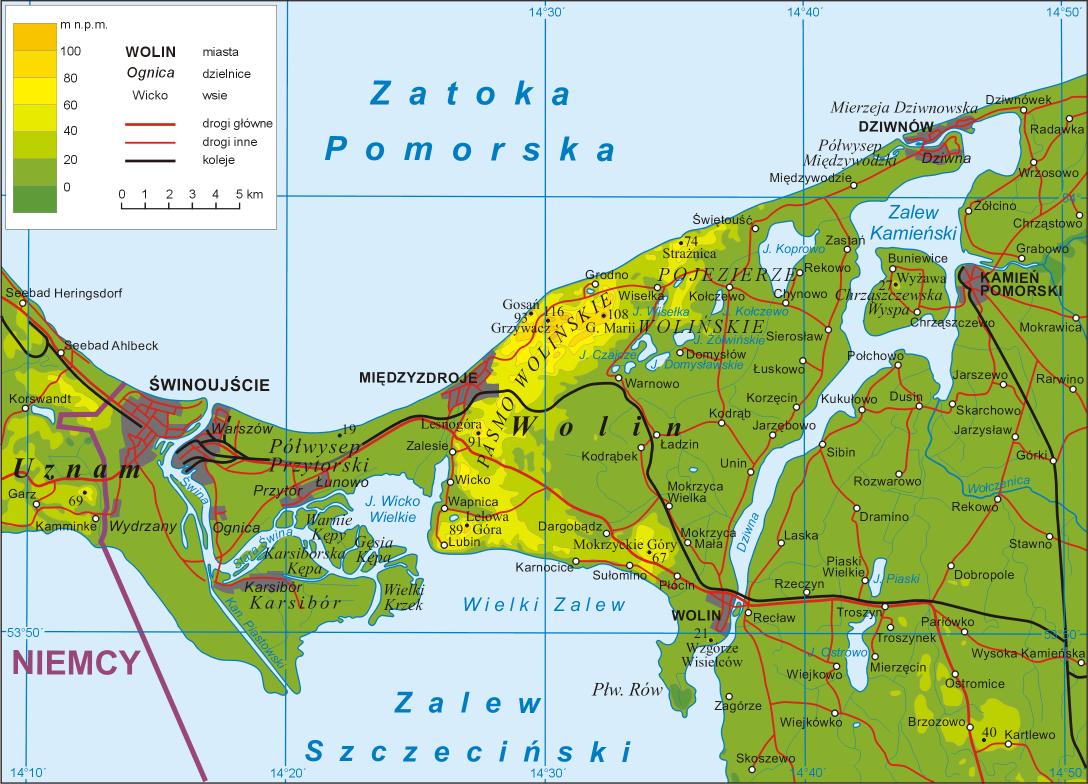
Mapa wyspy Wolin z zaznaczonym Troszynkiem

Troszynek – wieś w Polsce położona w województwie zachodniopomorskim, w powiecie kamieńskim, w gminie Wolin.
W latach 1975–1998 miejscowość administracyjnie należała do województwa szczecińskiego.